# Кузнецов, Сергей Иванович (хозяйственный деятель)
Сергей Иванович Кузнецов — советский хозяйственный, государственный и политический деятель.

## Биография
Родился в 1914 году в Архангельске. Член КПСС.
С 1932 года — на хозяйственной, общественной и политической работе. В 1932—1986 гг. — прораб, техник стройчасти, начальник конторы Северного морского пароходства, заместитель начальника стройуправления № 8 Главморстроя Минморфлота СССР, парторг Архангельского обкома КПСС, заместитель начальника политодела, начальник политотдела СМП, заместитель начальника пароходства по эксплуатации, начальник Северного морского пароходства.
Делегат XXIV съезда КПСС.
Умер в Архангельске в 2001 году.